# Oedomerus nigropleurus
Oedomerus nigropleurus är en insektsart som beskrevs av Bruner, L. 1908. Oedomerus nigropleurus ingår i släktet Oedomerus och familjen gräshoppor. Inga underarter finns listade i Catalogue of Life.